# Violence ethnique en Afghanistan
La violence ethnique est présente en Afghanistan depuis des centaines d'années. En tant qu'État géographiquement fragmenté, l'Afghanistan est divisé en pas moins de 14 groupes ethniques qui ont historiquement fait face à des divisions qui se sont transformées en violence. Ce conflit atteint son point culminant dans les années 1990 avec la montée des talibans et le génocide de plusieurs groupes ethniques du pays.

## Démographie
Il y a 14 groupes ethniques reconnus au niveau national en Afghanistan, comprenant les Tadjiks, les Pachtounes, les Hazaras, les Ouzbeks et d'autres qui représentent moins de 2 % chacun,. Les chiffres les plus récents sur les affiliations ethniques proviennent d'une enquête menée par l'Asia Fondation (en) en 2014. Selon l'enquête représentative, 43% de la population s'identifie comme Pachtoune, 27% comme Tadjik, 15% comme Hazara, 8% comme Ouzbek, 2% comme Turkmène, 2% comme Aimak, 1% comme Baloutche, 1% comme Nouristani et 1% comme Pashaye (en).

## Division géographique
Les groupes ethniques afghans sont, pour la plupart, séparés en 4 zones distinctes du pays. Ces zones sont appelées Herat, Kaboul, Mazâr-e Charîf et Kandahar. Le relief montagneux du pays, les rivières et le manque d'infrastructures limitent la communication et les déplacements entre ces zones, ce qui renforce les divisions existantes entre les principaux groupes ethniques.

## Historique

### 1880-1901
Abdur Rahman Khan est l'émir d'Afghanistan entre 1880 et 1901. Pendant cette période, la majorité ethnique historique détenue par les Pachtounes fluctue beaucoup. Le nombre de Pachtounes a diminué en 1893 lorsque Rahman cède les zones détenues par les Pachtounes à l'Inde britannique. Cependant, la population pachtoune revient rapidement à un nombre plus élevé lorsque l'émir réinstalle une grande partie de l'éthnie dans le nord du pays.
Dans les années 1880 et 1890, Abdul Rahman Khan se bat pour l'expulsion des Hazaras du pays, allant même jusqu'à ordonner leurs meurtres. Pendant ce temps, les Hazaras sont distingués des autres groupes ethniques d'Afghanistan en raison de leur statut de chiites plutôt que de musulmans sunnites. En tant que musulman sunnite et membre de la majorité pachtoune, Abdul Rahman Kahn encourage la violence contre les Hazaras.
Ce génocide des Hazaras est également perpétré par des chefs religieux pachtounes. On dit aux membres du groupe pachtoune qu'ils seraient probablement récompensés par Allah s'ils participaient à cette violence envers les Hazaras.
Au cours de cette période de conflit, environ 60% des Hazaras d'Afghanistan sont tués et beaucoup sont contraints de fuir vers les pays environnants. Les Hazaras restants en Afghanistan sont réduits en esclavage ou encore maltraités par les autres groupes ethniques du pays, en particulier les Pachtounes.

### 1901-1978
Pendant cette période, les Pachtounes cherchent à créer un Pachtounistan (en) indépendant, séparé de l'Afghanistan. Cet état hypothétique est destiné à exister le long de la ligne Durand, la frontière entre le Pakistan et l'Afghanistan, et à unir les Pachtounes vivant dans les deux États. Cette question et d'autres voient des groupes politiques en Afghanistan se former de plus en plus selon des critères ethniques. Par exemple, les nationalistes pachtounes se regroupent pour former un parti politique qui se bat pour la création du Pachtounistan.
En 1973, Mohammad Daoud Khan arrive au pouvoir en tant que président de l'Afghanistan. Bien qu'il soit considéré comme un dirigeant autoritaire, il déclare que l'Afghanistan est une république durant son règne.

### 1978-1992
L'année 1978 est marquée par la naissance de la Révolution de Saur. Cette période de troubles implique un coup d'État soutenu par le Parti démocratique populaire d'Afghanistan (PDPA) qui prend le contrôle du gouvernement jusqu'en 1992. Le 27 avril 1978, les auteurs de la révolution assassinent Daud et prennent le contrôle du gouvernement.
Le coup d'État serait composé de marxistes et gauchistes qui n'apprécient pas le traitement de leur idéologie par le gouvernement de l'époque. Le tournant décisif pour les gauchistes afghans est l'assassinat de Mir Akbar Khaibar le 17 avril 1978,. Mir Akbar Khaibar est l'un dirigeant du PDPA, les autres dirigeants du parti sont arrêtés peu après son assassinat.
Les universitaires sont divisés sur la possibilité d'une implication soviétique dans le coup d'État.

### Règles talibanes (1992-2001)
Après l'arrivée au pouvoir des talibans pachtounes au milieu des années 1990, ils commencent à commettre des atrocités contre leurs adversaires, les Hazaras, les Tadjiks et les Ouzbeks. En 1998, les Nations unies accusent les talibans d'avoir refusé de la nourriture d'urgence du Programme alimentaire mondial de l'ONU à 160 000 personnes affamées (dont la plupart sont Hazaras et Tadjiks) "pour des raisons politiques et militaires". L'ONU déclare que les talibans affament les gens et utilisent l'aide humanitaire comme arme de guerre. La colonisation des Pachtounes et le nationalisme pachtoune font partie de l'idéologie des talibans.
L'Alliance du Nord est formée en opposition aux talibans, elle est composée de Hazaras, de Tadjiks et d'Ouzbeks,. Le groupe est soutenu par un certain nombre de pays, tels que les États-Unis, l'Iran, la Russie et l'Inde. En 1997, l'Alliance du Nord tue 2 000 talibans qu'ils capturent lors d'affrontements entre les deux groupes.
Le 8 août 1998, les talibans lancent une attaque contre Mazâr-e Charîf. Une fois au pouvoir, les talibans commencent à tuer des personnes en fonction de leur appartenance ethnique, en particulier des Hazaras et des Ouzbeks. Des hommes, des femmes et des enfants sont chassés par les forces talibanes à la suite de l'exécution de 1 500 à 3 000 combattants talibans par la milice ouzbèke Junbish-i Milli. Cet acte de nettoyage ethnique fait entre 5 000 et 6 000 morts,.

### Guerre en Afghanistan
En 2001, Human Rights Watch exprime ses craintes, la violence ethnique en Afghanistan risque d'augmenter en raison de l'escalade du conflit entre factions. Des milliers de Pachtounes deviennent des réfugiés alors qu'ils fuient les troupes ouzbèkes Junbish-i Milli, dont certains pilleraient, violeraient et enlèveraient. Ces crimes auraient lieu lorsque les troupes désarment des Pachtounes accusés d'être d'anciens partisans des talibans dans le nord de l'Afghanistan au début de la guerre en Afghanistan qui chasse du pouvoir les talibans à majorité Pachtounes.

## Mesures politiques
En 2010, le président afghan Hamid Karzai met en place une commission chargée d'enquêter sur la violence ethnique, car il estime qu'elle entrave les efforts militaires visant à contenir l'insurrection talibane.